# Stănișești
Stănișești è un comune della Romania di 4 747 abitanti, ubicato nel distretto di Bacău, nella regione storica della Moldavia.
Il comune è formato dall'unione di 9 villaggi: Balotești, Belciuneasa, Benești, Crăiești, Gorghești, Slobozia, Slobozia Noua, Stănișești, Văleni.